# 208 Lacrimosa
208 Lacrimosa je asteroid glavnog pojasa. Spada u kategoriju asterida S-tipa, što znači da je građen od mješavine silikata i metala. Ima dosta svijetlu površinu (veliki labedo).
208 Lacrimosa pripada obitelji asteroida Koronis i jedan je od najvećih asteroida u obitelji.
Asteroid je 21. listopada 1879. iz Pule otkrio Johann Palisa. Asteroid je dobio ime po Gospi od žalosti, jednom od naziva za Bogorodicu.
… | 207 Hedda | 208 Lacrimosa | 209 Dido | …